# Rejon ziejski
Rejon ziejski (ros. Зейский район) – rejon we wschodniej Rosji, w obwodzie amurskim. Siedzibą administracyjną jest miasto Zieja, które nie wchodzi w skład rejonu.
Na terenie rejonu znajduje się Park Narodowy „Tokinsko-Stanowoj” i Rezerwat Zejski.